# Cantofabule
A Cantofabule a román Phoenix együttes 1975-ben megjelent harmadik, kétlemezes albuma, melyet az Electrecord adott ki kinyitható borítóval. Katalógusszámai: STM-EDE 1115-1116. Később két külön lemezes kiadványként is megjelentették újra hanglemezen. 

## Az album dalai

### A oldal
1. Invocaţie
2. Norocul inorogului
3. Scara scărăbeului

### B oldal
1. Delfinul, dulce dulful nostru
2. Uciderea balaurului
3. Ştima casei
4. Pasărea calandrinon

### C oldal
1. Filip şi cerbul
2. Vasiliscul şi Aspida
3. Sirena
4. Pasărea Roc...k And Roll

### D oldal
1. Cântic-lu a cucuveauă-lliei
2. Zoomahia
3. Phoenix